# Vlastimil Beránek
Vlastimil Beránek es un deportista checoslovaco que compitió en remo. Ganó una medalla de bronce en el Campeonato Mundial de Remo de 1977, en la prueba de cuatro sin timonel.

## Palmarés internacional
| Campeonato Mundial | Campeonato Mundial       | Campeonato Mundial | Campeonato Mundial |
| Año                | Lugar                    | Medalla            | Prueba             |
| ------------------ | ------------------------ | ------------------ | ------------------ |
| 1977               | Ámsterdam (Países Bajos) | Medalla de bronce  | Cuatro sin timonel |